# Xenotachina zhibenensis
Xenotachina zhibenensis är en tvåvingeart som beskrevs av Fan 1992. Xenotachina zhibenensis ingår i släktet Xenotachina och familjen husflugor.
Artens utbredningsområde är Taiwan. Inga underarter finns listade i Catalogue of Life.